# معری، قنا
معری، روستایی از توابع شهرستان قوص در استان قنا و کشور مصر است.

## جمعیت
براساس سرشماری سال ۲۰۰۶ مصر، جمعیت آن ۹۱۴۴ نفر( ۴۴۴۳ مرد و ۴۷۰۱ زن ) بوده‌است.